# Előre
Előre (în traducere din maghiară: Înainte) a fost cotidianul oficial de limbă maghiară al Partidului Comunist Român. După Revoluția din 1989 s-a transformat în Romániai Magyar Szó (Cuvântul maghiar din România).